# Seitokai no Ichizon
Seitokai no Ichizon (jap. 生徒会の一存, dt. „Des Schülerrats Eigenverantwortung“) ist eine Light-Novel-Reihe von Sekina Aoi mit Illustrationen von Kira Inugami, die als Manga und Anime adaptiert wurde.
Die Serie hieß ursprünglich Hekiyō Gakuen Seitokai Gijiroku (碧陽学園生徒会議事録, dt. „Sitzungsprotokoll des Schülerrats der Hekiyō-Schule“), was sich immer noch auf allen Covern der Light Novels findet. Da der Titel allerdings zu lang und schwer zu merken war, wurde der eigentliche Titel der Serie auf den Namen des ersten Bandes geändert.

## Handlung
Die Handlung findet hauptsächlich in einem einzigen Raum statt, wo die fünf Schüler eigentlich ihren Aufgaben als Schülerrat nachkommen sollen. Doch kommen sie nur sehr selten dazu, da Kurimu sich vom einzigen männlichen Mitglied Ken immer wieder vom Thema abbringen lässt und sowieso keines der Mitglieder ein großes Interesse daran zu haben scheint, die Aufgaben des Schülerrates wahrzunehmen. Stattdessen kommen sie immer wieder vom Thema ab und es kommt zu diversen komischen Situationen, die viele Klischees ansprechen und immer wieder andere bekannte Serien parodieren.

### Charaktere
Ken Sugisaki (杉崎 鍵, Sugisaki Ken)
Ken, der stellvertretende Vorsitzende, ist dem Schülerrat laut eigener Aussage nur beigetreten, weil er seinen eigenen Harem gründen will, wie er es auch aus seinen Erogēs kennt, da es alle Charaktere glücklich machen soll. Während die vier Mädchen von der Schülerschaft gewählt wurden, hat er diese Position inne, weil er die besten Noten der Schule hat, die er nur wegen vorgenannten Zweck erbrachte. Er nutzt seine Zeit, um die anderen weiblichen Figuren entsprechend seiner Vorstellungen, wie in einem Computerspiel, zu verführen. Seine Opfer wehren sich aber vehement gegen seine Bestrebungen. Obwohl er nach außen, wie die Mädchen faul und sorglos wirkt, ist er tatsächlich sehr fleißig und bleibt stets nach Ende der Schülerratstreffen zurück, um die komplette Arbeit des Schülerrats zu erledigen. Dies versucht er wiederum vor den Mädchen zu verbergen, damit diese weiterhin unbekümmert sein können.
In der Mittelschule ging er mit zwei Mädchen gleichzeitig aus, jedoch zerbrach die Beziehung an seiner Unentschiedenheit; zudem wurde er gemobbt. Im ersten Jahr der Oberschule traf er je eines der vier Mädchen zu einer Jahreszeit, die ihm unbewusst aus seiner Depression halfen und seine jetzige Persönlichkeit formten. Dies ist auch der Grund, warum er die vier Mädchen glücklich machen will.
Kurimu Sakurano (桜野 くりむ, Sakurano Kurimu)
Kurimu ist die Vorsitzende des Schülerrats. Sie ist mit 1,40 m von kleiner Statur, ärgert sich oft darüber sowie dass auch ihre Brüste einfach nicht größer werden, was die typischen Eigenschaften einer Pettanko sind. Sie hat jedoch ein großes Ego, hält sich für 1,70 m groß mit Cupgröße F, und meint, dass ihre Kleidung sie nur klein aussehe ließe. Insgesamt gleicht ihr Verhalten stark dem eines naiven Kindes. Folglich wird sie von den anderen Charakteren nur selten ernst genommen und eben auch mit einem kleinen Kind verglichen, bzw. wie eines behandelt. Die Schülerratstreffen verbringt sie hauptsächlich damit, Süßigkeiten zu essen.
Ken traf Kurimu im Frühling – Sakurano bedeutet „Kirschblütenfeld“ – als er ihr dabei half, Kisten zu tragen. Als er sie nebenbei fragte, wie er beliebter werden könne, schlug sie ihm vor Erogē zu spielen, weil die Aufgabe des Protagonisten darin ist, andere glücklich zu machen.
Chizuru Akaba (紅葉 知弦, Akaba Chizuru)
Die schöne, großbusige Chizuru ist der Traum von Ken und die Schriftführerin. Sie hat einen teils düsteren und unnahbaren Charakter und wird von den anderen dadurch bisweilen auch gefürchtet. Während der Schülerratstreffen verbringt sie ihre Zeit unter anderem mit Aktiengeschäften und scheint insgeheim auch so einigen zwielichtigen Geschäften nachzugehen. Sie ist zudem leicht sadistisch und manipulativ, was insbesondere Kurimi und Ken zu spüren bekommen, die sie immer wieder einer „Gehirnwäsche“ unterzieht oder mit einfachsten Mitteln ködert. Allerdings verbringt sie ihre Zeit oft an der Seite von Kurimu, liebt sie wie eine kleine Schwester und es wird auch eine intime Beziehung zu Kurimu angedeutet.
In ihrer Mittelschulzeit wurde sie von ihrer besten Freundin gemobbt, die durch die Isolierung von Chizuru verhindern wollte, dass diese sie verlässt. Die Mitglieder im Schülerrat halfen ihr diese emotionale Wunde zu schließen.
Chizuru traf Ken im Herbst – Akaba bedeutet „rote Blätter“ – als er an gebrochenem Herzen litt. Sie umarmte ihn und zeigte und lehrte ihn damit Mitgefühl.
Minatsu Shiina (椎名 深夏, Shiina Minatsu)
Minatsu ist die stellvertretende Vorsitzende des Schülerrats. Sie hat einen forschen Tomboy-Charakter, liebt Themen, die sich mit Action befassen, ist sehr sportlich, aber auch, zur Verwunderung der anderen, sehr gut in Mathe. Während der Schülerratstreffen liest sie daher vorrangig Shōnen-Manga. Sie ist sehr um das Wohl ihrer Schwester Mafuyu bedacht und versucht ständig, sie zu schützen. Gegenüber Ken verhält sie sich wie eine Tsundere.
Ken traf Minatsu im Sommer – Minatsu bedeutet „Hochsommer“ –, wo er wegen ihrer Art zu ihr aufschaute. Sie sagte ihm, er solle nicht danach streben, wie sie zu sein, sondern stets versuchen, das Unmögliche zu schaffen und lehrte ihn damit, für Dinge, die ihm wichtig sind, hart zu arbeiten.
Mafuyu Shiina (椎名 真冬, Shiina Mafuyu)
Mafuyu, Kassenwart im Schülerrat, besitzt im Gegensatz zu ihrer Schwester eine sehr feminine und zurückhaltende Persönlichkeit. Ken hält sie daher für die am leichtesten zu bezirzende, allerdings schreckt ihn ab, dass sie Fujoshi eine Anhängerin des Yaoi ist – Geschichten von Liebe unter Männern – und daher Phantasien hegt und Geschichten schreibt, wie Ken eine Liebesbeziehung mit einem Jungen namens Nakameguro (der zu Kens Schrecken tatsächlich existiert) eingeht. Sie ist computerspielsüchtig und spielt daher hauptsächlich während der Treffen. Daneben schreibt sie auch Lösungsanleitungen für Computerspiele.
Ken traf Mafuyu im Winter – Mafuyu bedeutet „tiefer Winter“ – als er im Schnee auf einer Bank einschlief und sie ihn ins Warme brachte, obwohl sie Angst vor Jungen hat. Sie lehrte ihn damit Mut bzw. wahre Stärke.

## Entstehung und Veröffentlichungen
Die Light-Novel-Reihe Hekiyō Gakuen Seitokai Gijiroku/Seitokai no Ichizon wurde von Sekina Aoi geschrieben und mit Illustrationen von Kira Inugami versehen. Herausgegeben wird sie von Fujimi Shobō unter dem Label Fujimi Fantasia Bunko. Die erste Ausgabe der noch immer fortlaufenden Reihe wurde am 19. Januar 2008 veröffentlicht.
- Bd. 01: ISBN 978-4-8291-3252-4, 19. Januar 2008 (生徒会の一存, Seitokai no Ichizon)
- Bd. 02: ISBN 978-4-8291-3278-4, 19. April 2008 (生徒会の二心, Seitokai no Futagokoro)
- Bd. 03: ISBN 978-4-8291-3313-2, 19. Juli 2008 (生徒会の三振, Seitokai no Sanshin)
- Bd. 04: ISBN 978-4-8291-3366-8, 20. Januar 2009 (生徒会の四散, Seitokai no Shisan)
- Bd. 05: ISBN 978-4-8291-3390-3, 20. April 2009 (生徒会の五彩, Seitokai no Gosai)
- Bd. 06: ISBN 978-4-8291-3417-7, 18. Juli 2009 (生徒会の六花, Seitokai no Rikka)
- Bd. 07: ISBN 978-4-8291-3468-9, 19. Dezember 2009 (生徒会の七光, Seitokai no Nanahikari)
- Bd. 08: ISBN 978-4-8291-3529-7, 19. Juni 2010 (生徒会の八方, Seitokai no Happō)
- Bd. 09: ISBN 978-4-8291-3572-3, 20. Oktober 2010 (生徒会の九重, Seitokai no Kokonoe)
- Bd. 10: ISBN 978-4-8291-3719-2, 20. Januar 2012 (生徒会の十代, Seitokai no Jūdai)

Bei den Titeln der einzelnen Bände beginnt das letzte Wort stets mit einer japanischen Ziffer (一, 二, 三, …) die der Bandnummer entspricht.
Der erste Ableger von denselben Autoren mit dem Titel Hekiyō Gakuen Seitokai Mokushiroku (碧陽学園生徒会黙示録) erschien ab 20. September 2008.
- Bd. 1: ISBN 978-4-8291-3328-6, 20. September 2008 (生徒会の日常, Seitokai no Nichijō)
- Bd. 2: ISBN 978-4-8291-3440-5, 19. September 2009 (生徒会の月末, Seitokai no Getsumatsu)
- Bd. 3: ISBN 978-4-8291-3498-6, 20. März 2010 (生徒会の火種, Seitokai no Hidane)
- Bd. 4: ISBN 978-4-8291-3611-9, 19. Februar 2011 (生徒会の水際, Seitokai no Mizugiwa)
- Bd. 5: ISBN 978-4-8291-3647-8, 18. Juni 2011 (生徒会の木陰, Seitokai no Kokage)
- Bd. 6: ISBN 978-4-8291-3689-8, 20. Oktober 2011 (生徒会の金蘭, Seitokai no Kinran)
- Bd. 7: ISBN 978-4-8291-3778-9, 20. Juli 2012 (生徒会の土産, Seitokai no Miyage)
- Bd. 8: ISBN 978-4-8291-3910-3, 20. Juli 2013 (生徒会の祝日, Seitokai no Shukujitsu)
- Bd. 9: ISBN 978-4-0407-2762-2, 20. Juli 2018 (生徒会の周年, Seitokai no Shūnen)

Wie bei der Hauptreihe werden mit dem ersten Schriftzeichen des letzten Wortes des Titels die Bände durchnummeriert, wobei dies hier anhand von japanischen Wochentagen (日, 月, 火, …) geschieht.
Hekiyō Gakuen Shin Seitokai Gijiroku (碧陽学園新生徒会議事録), eine Fortsetzung, begann am 20. November 2012.
- Bd. 1: ISBN 978-4-8291-3818-2, 20. November 2012 (新生徒会の一存, Shin Seitokai no Ichizon)
- Bd. 2: ISBN 978-4-8291-3866-3, 19. März 2013 (新生徒会の一存, Shin Seitokai no Ichizon)

## Adaptionen

### Manga
Aufbauend auf der Light-Novel-Reihe entstanden zwei Manga-Serien. Erstere trägt den Titel Seitokai no Ichizon (生徒会の一存) und wird von einem Künstler unter dem Pseudonym 10mo gezeichnet. Veröffentlicht wurde er vom 20. August 2008 bis 9. Dezember 2012, zuerst im Magazin Dragon Age Pure das ebenfalls von Fujimi Shobō herausgegeben wurde, und nach dessen Einstellung im Februar 2009 im Gekkan Dragon Age. Die Kapitel des Manga wurde in acht Sammelbänden (Tankōbon) zusammengefasst:
- Bd. 1: ISBN 978-4-04-712604-6, 9. Mai 2009
- Bd. 2: ISBN 978-4-04-712631-2, 9. Oktober 2009
- Bd. 3: ISBN 978-4-04-712661-9, 9. April 2010
- Bd. 4: ISBN 978-4-04-712698-5, 9. Dezember 2010
- Bd. 5: ISBN 978-4-04-712729-6, 20. Juni 2011
- Bd. 6: ISBN 978-4-04-712770-8, 7. Januar 2012
- Bd. 7: ISBN 978-4-04-712811-8, 20. Juli 2012
- Bd. 8: ISBN 978-4-04-712849-1, 9. Januar 2013

Daneben erschienen folgende weitere Manga-Reihen (Stand: Januar 2013):
- Seitokai no Ichizon: Nya (生徒会の一存 にゃ☆) von Sorahiko Mizushima erschien vom 9. Mai bis 10. Dezember 2009 im Magazin Comptiq von Kadokawa Shoten.[4][5] Am 26. Januar 2010 erschien der Sammelband (ISBN 978-4-04-715372-1).
- Seitokai no Ichizon: Petit (生徒会の一存 ぷち, ~ Puchi) bzw. Seitokai no Ichizon: Dash (生徒会の一存 ぷち だっしゅ, ~: Dasshu) ist ein Yonkoma-Manga von Migiri Rentan. Er erscheint seit dem 26. September 2009, zuerst in der Comp-Ace und seit 2010 in der Comptiq. Der erste Band (Petit) erschien am 26. August 2010 (ISBN 978-4-04-715511-4) und der zweite Band (Dash) am 22. Juli 2011 (ISBN 978-4-04-715742-2).
- Seitokai no Nichijō (生徒会の日常, „Der Alltag des Schülerrats“) von Ashio erscheint seit dem 9. Juni 2011 zuerst in der Gekkan Dragon Age und dann in der Age Premium. Der erste Sammelband erschien am 20. Juli 2012 (ISBN 978-4-04-712809-5).
- Seitokai no Ichizon: Otsu (生徒会の一存 乙, „Des Schülerrats Eigenverantwortung II“), ebenfalls von Sorahiko Mizushima, erscheint seit dem 10. September 2011 in der Comptiq. Der erste Sammelband erschien am 9. Februar 2012 (ISBN 978-4-04-120137-4) und der zweite am 10. Dezember 2012 (ISBN 978-4-04-120535-8).
- Shin Seitokai no Ichizon (新生徒会の一存, „Das neue ‚~‘“) von Dicca Suemitsu erscheint seit dem 9. Januar 2013 in der Gekkan Dragon Age.

### Anime
Aufbauend auf der Light-Novel-Reihe produzierte Studio Deen unter Regie von Takuya Satō eine Anime-Fernsehserie, während das Character Design von Kumi Horii stammt.
Der Anime spielte gleich in der ersten Folge direkt auf diverse andere bekannte Anime an und nutzte oft die Möglichkeit diese zu kritisieren. So wurde beispielsweise Dragonball Evolution mit den Worten angespielt, das er so schlecht gewesen sei, dass man ihn nicht einmal erwähnen sollte. Zugleich wurde Die Melancholie der Haruhi Suzumiya dafür kritisiert, dass die Leute alles gucken würden, wenn es nur diesen Namen tragen würde. Aber noch viele weitere Anime wurden „zitiert“. Darunter K-On!, Higurashi no Naku Koro ni (sowie Umineko no Naku Koro ni), Lucky Star oder auch Kuroshitsuji.
Die Serie wurde vom 3. Oktober bis 19. Dezember 2009 nach Mitternacht (und damit am vorigen Fernsehtag) auf TV Aichi übertragen, sowie wenige Minuten später auf BS Nippon. Mit einigen Tagen Verzögerung wurde die Serie ebenfalls auf den Sendern Chiba TV, Sun TV, Tokyo MX, TV Kanagawa, TV Saitama und TVQ Kyushu Broadcasting übertragen.
Eine zweite Staffel Seitokai no Ichizon Lv.2 (生徒会の一存 Lv.2) wurde von AIC animiert, wobei auch der Produktionsstab wechselte. Regie führte nun Ken’ichi Imaizumi und das geänderte Character Design von Masahito Onoda. Auch wurden einige Sprecher ausgetauscht.
Die 10 Folgen (beginnend mit Folge 0) liefen zuerst vom 13. Oktober bis 15. Dezember 2012 auf dem Videoportal Nico Nico Douga, während die Fernsehpremiere vom 10. Januar bis 14. März 2013 nach Mitternacht auf Tokyo MX folgte und mit bis zu einigen Versatz auch TVQ Kyūshū, Sun TV, Gifu Hōsō, Mie TV, Chiba TV, BS11, TV Saitama und TV Kanagawa folgten.
Eine OVA wurde als Beilage zum achten Romanband von Hekiyō Gakuen Seitokai Mokushiroku für den 5. Juli 2013 angekündigt.

#### Synchronisation
| Rolle           | japanischer Sprecher (Seiyū)                        |
| --------------- | --------------------------------------------------- |
| Kurimu Sakurano | Mariko Honda                                        |
| Ken Sugisaki    | Takashi Kondō                                       |
| Chizuru Akaba   | Yuka Saitō (1. Staffel) Mina (2. Staffel)           |
| Minatsu Shiina  | Misuzu Togashi                                      |
| Mafuyu Shiina   | Yuki Horinaka (1. Staffel) Iori Nomizu (2. Staffel) |
| Lilicia Tōdō    | Mamiko Noto                                         |
| Elise Tōdō      | Ai Shimizu                                          |
| Ringo Sugisaki  | Madoka Yonezawa                                     |
| Asuka Matsubara | Ami Koshimizu                                       |

#### Musik
Die Hintergrundmusik der ersten Staffel stammt von Shūhei Kamimura und die der zweiten von Tomohiro Anzai.
Im Vorspann der ersten Staffel wurde der Titel Treasure verwendet der von „Hekiyō Gakuen Seitokai“, eine Gruppierung bestehend aus den Seiyū der vier Heldinnen Mariko Honda, Yuka Saitō, Misuzu Togashi und Yuki Horinaka, interpretiert wurde.
Ebenso wurde der Titel des Abspanns Mōsō☆Fetish! (妄想☆ふぇてぃっしゅ!, Mōsō Fetisshu!) von dieser Formation gesungen. Im Abspann wurde für jede Folge ein anderer Abspann verwendet, die sofern nicht anders angegeben ebenfalls von „Hekiyō Gakuen Seitokai“ gesungen wurden: Folge 1 verwendete Im Abspann wurde für jede Folge ein anderer Abspann verwendet, die sofern nicht anders angegeben ebenfalls von „Hekiyō Gakuen Seitokai Lv.2“ gesungen wurden:
1. Mōsō Fetish! (妄想☆ふぇてぃっしゅ!, Mōsō Fetisshu!),
2. Ue Ue Shita Shita Hidari Migi Hidari Migi BA (上上下下左右左右BA, siehe Konami-Code),
3. Mōsō Fetish! – Shiina Shimai ver. (妄想☆ふぇてぃっしゅ! 〜椎名姉妹ver.〜) von „Hekiyō Gakuen Seitokai Fukukaichō to Kaikei“ „(Misuzu Togashi und Yuki Horinaka)“,
4. Mōsō Fetish! – 2-ban (妄想☆ふぇてぃっしゅ! 〜2ばん〜),
5. Ue Ue Shita Shita Hidari Migi Hidari Migi BA – Ganbare Kurimu ver. (上上下下左右左右BA 〜がんばれくりむver.〜) von „Hekiyō Gakuen Seitokai Kaichō to Shoki“ (Mariko Honda und Yuka Saitō),
6. Ue Ue Shita Shita Hidari Migi Hidari Migi BA – 2-ban (上上下下左右左右BA 〜2ばん〜),
7. Mōsō Fetish! – Sasuga!! Chizuru ver. (妄想☆ふぇてぃっしゅ! 〜さすが!!知弦ver.〜),
8. Mōsō Fetish! – Shiina Shimai ver. (上上下下左右左右BA 〜椎名姉妹ver.〜) von „Hekiyō Gakuen Seitokai Fukukaichō to Kaikei“,
9. Yurupa Wonderful (ゆるぱ☆わンダフル, Yurupa Wandafuru),
10. Yurupa Wonderful – Kurimu & Chizuru ver. (ゆるぱ☆わンダフル 〜くりむ&知弦ver.〜) von „Hekiyō Gakuen Seitokai Fukukaichō to Kaikei“,
11. Zettai Kaichō Sengen? (ぜったいかいちょーせんげん?) von „Kurimu Sakurano“ und
12. Yurupa Wonderful – 2-ban (ゆるぱ☆わンダフル 〜2ばん〜).

Bei der zweiten Staffel wurde im Vorspann Precious von „Hekiyō Gakuen Seitokai Lv.2 (Mariko Honda, Mina, Misuzu Togashi und Iori Nomizu)“ genutzt, wobei die Folgen 0 und 6 keinen Vorspann besaßen. Im Abspann wurde auch hier für jede Folge ein anderer Abspann verwendet, die sofern nicht anders angegeben ebenfalls von „Hekiyō Gakuen Seitokai Lv.2“ gesungen wurden:
1. Precious,
2. Fo(u)r Seasons,
3. Hitsuji ga Ippiki, Nihiki Kazoete Nemashō (羊が一匹、二匹数えて寝ましょう),
4. Kizuna,
5. Chōzetsu Coquettish! (超絶☆こけてぃっしゅ!, Chōzetsu Koketisshu!),
6. Pure Pure Canvas von „Kurimu Sakurano (Mariko Honda)“,
7. Pa-pi-pu-pe-policy (☆ぱ・ぴ・ぷ・ぺ・ぽりしー☆, Pa-pi-pu-pe-porishī) von „Ringo Sugisaki (Madoka Yonezawa)“,
8. Kūsō s’il vous plaît (空想☆シルブプレ, Kūsō shiru bu pure) von „Lilicia Tōdō (Mamiko Noto)“,
9. Aoi Hoshi ni Umarete (青い星に生まれて) von „Asuka Matsubara (Ami Koshimizu)“ und
10. Blue Sky.